# Kanga

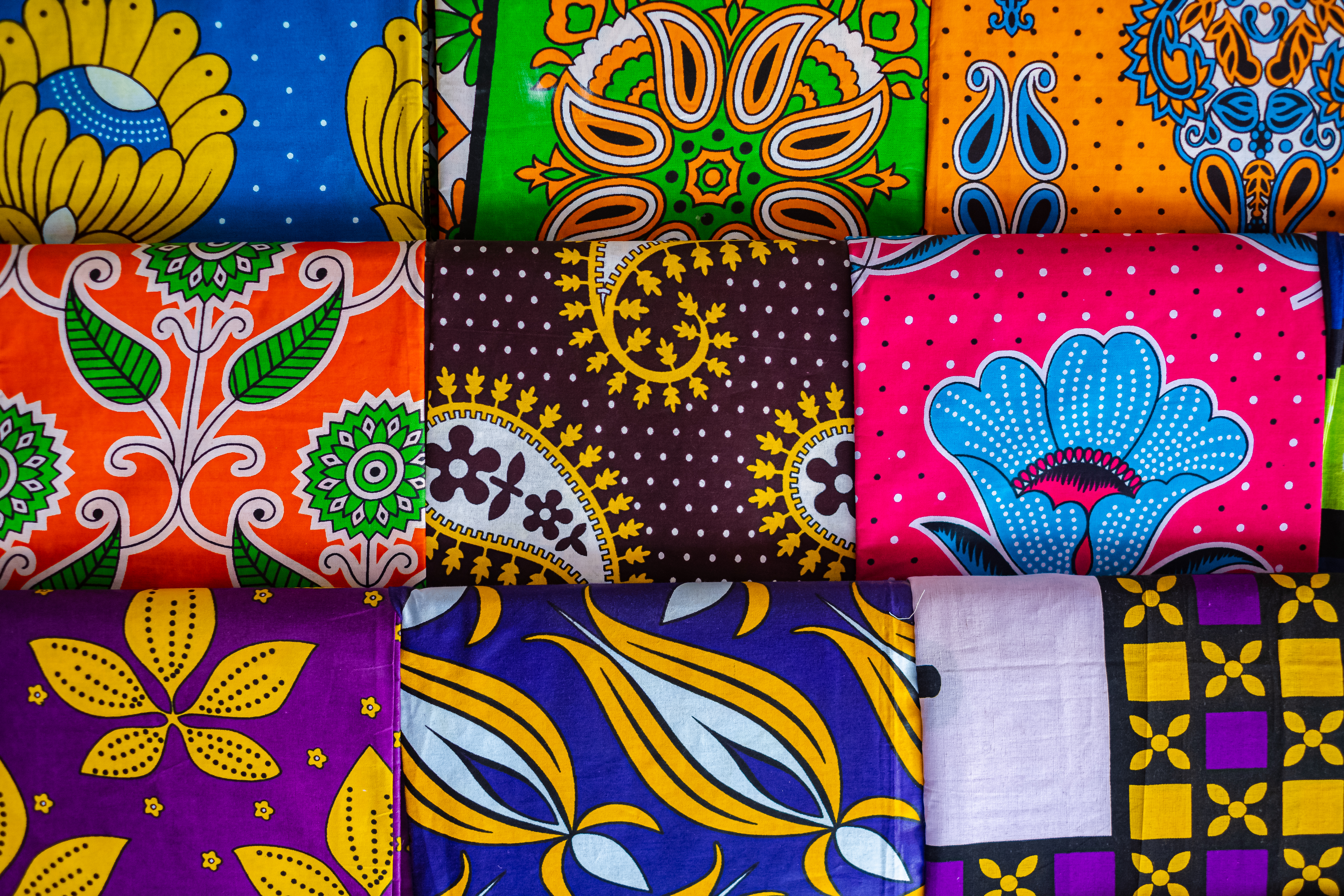
Wzory kanga

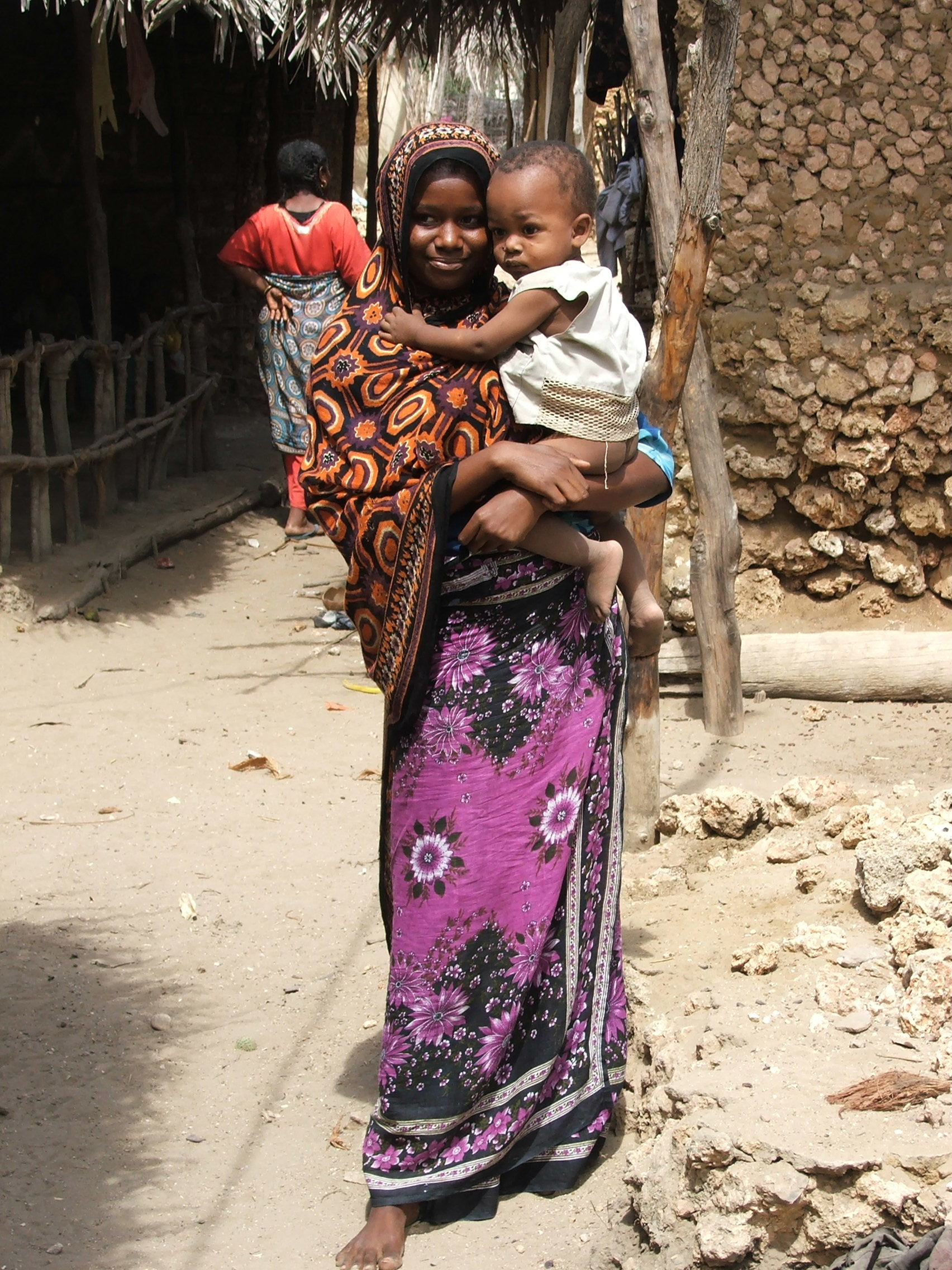
Kenijska kobieta ubrana w kanga

Kanga – wielokolorowa tkanina (podobna do kitengi) noszona jako tradycyjne odzienie głównie przez kobiety, okazjonalnie także przez mężczyzn w Afryce wschodniej i częściowo środkowej. Kupowana jest w dwóch częściach, tzw. doti, które mają identyczne wzory.

## Pochodzenie
Powstała na wybrzeżu Afryki wschodniej w połowie XIX wieku i zgodnie z przekazywaną z ust do ust tradycją, zapoczątkowały ją zainteresowane modą kobiety z Zanzibaru. 

## Wygląd

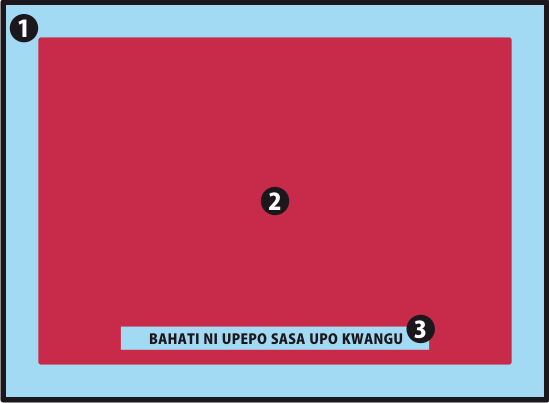
Uproszczony schemat kangi; (1) pindo, (2) mji (3) jina

Kanga posiada dwie „strefy”: pindo (suahili: obszywka, brzeg), czyli krawędzie oraz mji (suahili: miasto), czyli środkowa część, która różni się wzorem od tej zewnętrznej. Na każdej kandze widnieje jina (dosłowne znaczenie imię) tj. jakieś przysłowie, złota myśl lub powiedzenie. Słowo "kanga" pochodzi od czasownika ku-kanga (suahili), co kiedyś oznaczało zawijać lub zamykać. Jej wymiary to 1,5 m/1m.
Wzdłuż dłuższego boku kangi wyszyty jest pasek z przysłowiem w języku suahili, rzadziej również w języku arabskim lub komoryjskim. W Afryce Środkowej są one przeważnie w języku suahili lub lingala. W innych krajach, które produkują własne kangi, frazy pisane są w ich głównych językach. Na Madagaskarze kangi znane są jako lambasy, a widniejące na nich tradycyjne przysłowia to ohabolana. Są one również produkowane w Zambii i Malawi.

## Przykłady niektórych zwrotów pojawiających się na kangach
Na kangach mogą pojawiać się m.in. następujące jina:
- Majivuno hayafai. – Pycha nie popłaca.
- Wazazi ni dhahabu kuwatunza ni thawabu. – Rodzice są złotem, opiekowanie się nimi jest nagrodą.
- Sisi sote abiria dereva ni Mungu. – Wszyscy jesteśmy pasażerami, Bóg jest kierowcą.
- Naogopa simba na meno yake siogopi mtu kwa maneno yake. – Boję się lwa z ostrymi zębami, ale nie boję się człowieka ze słowami.

## Zastosowanie
Kangę można używać na wiele różnych sposobów w zależności od sytuacji. Może służyć jako część garderoby (najczęstsze zastosowanie), tj. spódnica, bluzka, sukienka, czy jako tobołek w drodze na targ. Odpowiednio zrolowana, stanowi wygodną podkładką pod ciężar niesiony na głowie. Coraz częściej jest również stosowana przez matki, które noszą na plecach przywiązane kangami dzieci. Służyć może także jako przykrycie podczas drzemki. Kanga bywa także wykorzystywana na inne sposoby, zależnie od potrzeby i kreatywności.